# Alpine Gefahren

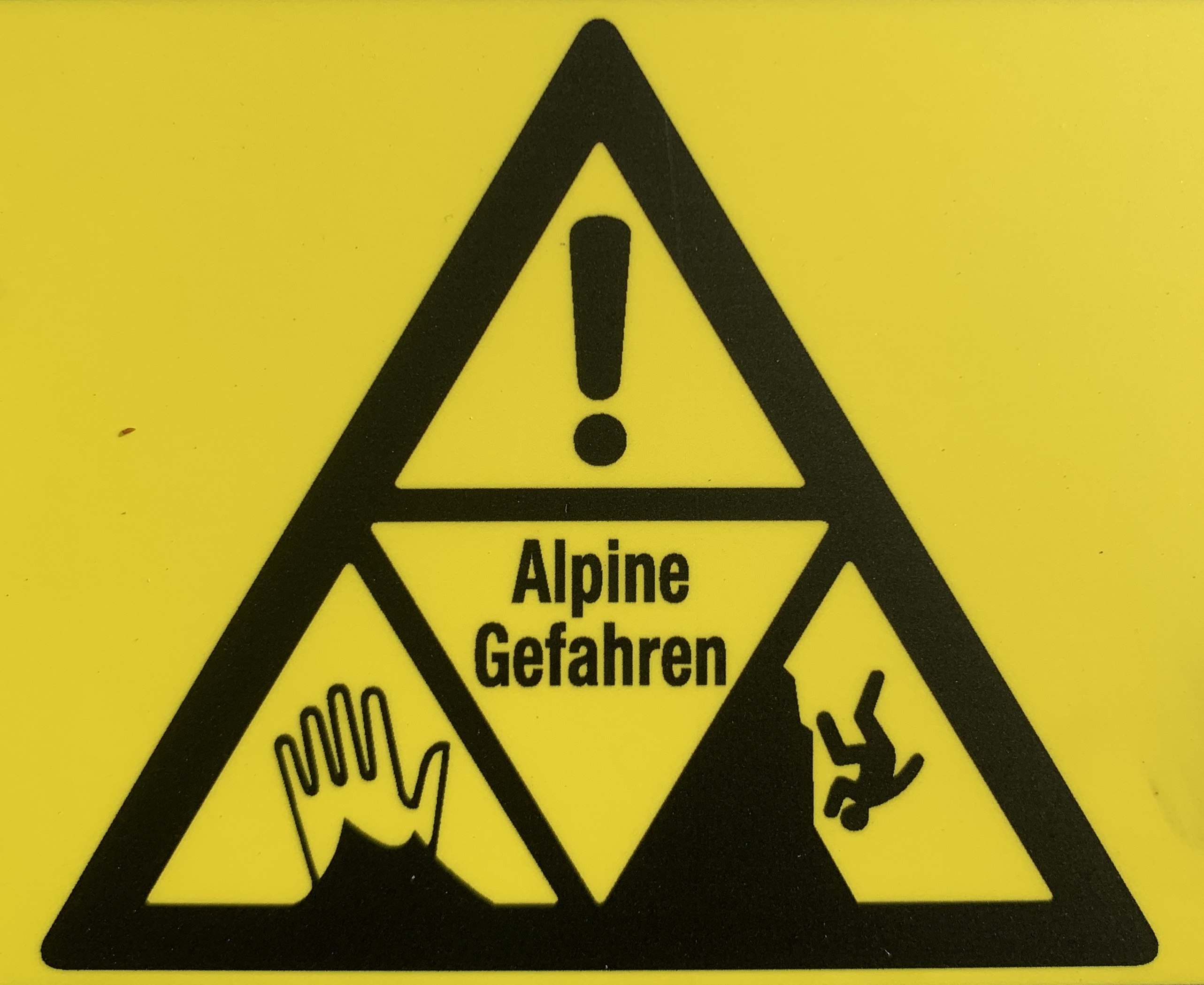
Warntafel bei Mittenwald

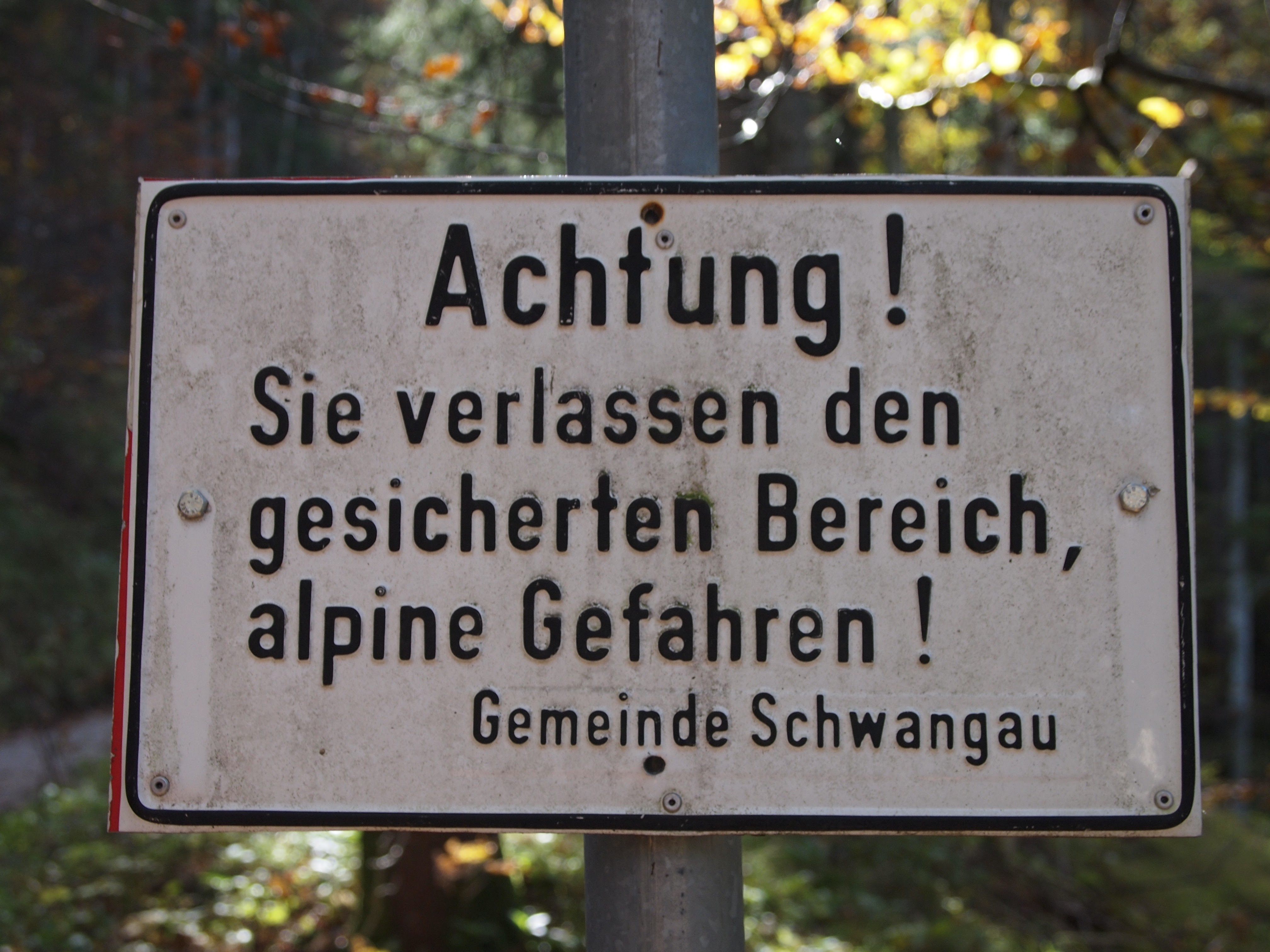
Warnung vor alpinen Gefahren im Ammergauer Gebirge

Unter alpinen Gefahren versteht man im Alpinismus in erster Linie Gefahren, die Bergsteiger, Wanderer oder Skifahrer bedrohen können. Seit dem Ende des 19. Jahrhunderts – mit dem Erscheinen des Buches Die Gefahren der Alpen von Emil Zsigmondy im Jahr 1881 – werden für diese zwei Arten unterschieden: die objektiven Gefahren, die von den Fähigkeiten des Alpinisten weitgehend unabhängig sind, und die subjektiven Gefahren.
Allerdings wird der Begriff alpine Gefahren ebenfalls in einem geologischen Zusammenhang verwendet, wenn für in Gebirgen liegende Wohngebiete und Verkehrswege Bergstürze, Hochwasser und Murenabgänge eine Bedrohung darstellen.

## Gefahren im alpinistischen Sinn

### Unterscheidungen
Traditionell werden in der Literatur zwei Arten der alpinen Gefahren unterscheiden, die subjektiven und die objektiven Gefahren. Ein Definitionsversuch besagt, dass subjektive Gefahren vom Menschen selbst hervorgerufene Gefahren sind und objektive Gefahren solche sind, die die Natur und das natürliche Umfeld dem Menschen entgegensetzen.
Objektive Gefahren sind danach Naturereignisse, wie unter anderem:
- Wettererscheinungen (Sonne, Kälte, Nässe, Gewitter, Nebel, Sturm)
- Stein- und Eisschlag
- Wechtenbruch
- Lawinen
- Gletscherspalten
- Dunkelheit

Subjektive Gefahren sind demnach:
- mangelhafte Erfahrung (Selbstüberschätzung, Leichtsinn, Unkenntnis)
- geringes Können (kein/mangelhafter Ausbildungsstand, falsche Tourenplanung: Zeitfaktor)
- mangelnde körperliche Voraussetzungen (Kondition)
- Ausrüstungsmängel (falsche, schlechte und/oder unzureichende Ausrüstung)
- psychisches Fehlverhalten
- bei Gruppen kann außerdem eine fatale Gruppendynamik auftreten

### Kritik
In neuerer Zeit wird diese Zweiteilung jedoch angezweifelt und neuere Autoren geben zu bedenken, dass die Naturereignisse erst zur Gefahr werden, wenn sich der Mensch diesen bewusst oder unbewusst aussetzt, weil es der Mensch selbst in der Hand habe, die Gefahr zumindest theoretisch zu vermindern, aber auf Grund unvollständiger Information und fehlender Rationalität, besonders im Hochgebirge, versagt. Darüber hinaus glaube der Bergsteiger den objektiven Gefahren mehr oder weniger schicksalhaft ausgesetzt zu sein und verhalte sich entsprechend.

## Alpine Gefahren im geologischen Sinn
Die Folgen des Klimawandels in den Gebirgen, wie häufigeres Auftreten von Bergstürzen, Murengängen und Hochwasser, ließen den Begriff alpine Gefahren auch in die Geologie einziehen. In der Ingenieurgeologie wird der Begriff im Zusammenhang mit einem Integralen Risikomanagement, der Wildbach- und Lawinenverbauung behandelt.